# Die Hölle von Manitoba
Die Hölle von Manitoba ist ein deutsch-spanischer Western (spanischer Titel: Un lugar llamado Glory) des Regisseurs Sheldon Reynolds. Der von Artur Brauners CCC-Filmproduktion und Midega Films S.A. in Farbe und Cinemascope produzierte Film im Stil der Karl-May-Filme erhielt das Prädikat „wertvoll“. Die bundesdeutsche Uraufführung erfolgte am 18. Juli 1965 in mehreren Städten. In Spanien wurde der Film erstmals am 23. Mai 1966 gezeigt.

## Inhalt
Der ehemalige Rancher Clint Brenner und ein Revolverheld names Reese, die beide einen besonderen Ruf als treffsichere Schützen haben, werden unabhängig voneinander engagiert, um in Manitoba dem bedrängten Farmer Seth Grande gegen die Tyrannei des Großgrundbesitzers Jack Villaine und seiner Bande beizustehen. Brenner und Reese freunden sich an; sie wissen nicht, dass sie beim Fest zur Feier des Gründungstages der Stadt gegeneinander bei einem Duell antreten sollen, das als Höhepunkt der Feierlichkeiten jährlich ausgetragen wird. Villaine arrangiert natürlich alles, um dabei beide loszuwerden. Brenner und Reese gelingt es, den Spieß umzudrehen und die Bande aus der Stadt zu verjagen.

## Kritik
Das Lexikon des internationalen Films bemerkte: „Ein mit den beiden Hauptdarstellern der Karl-May-Filme inszenierter Western, der sich einigermaßen routiniert, wenn auch allzu behäbig des Inventars amerikanischer Vorbilder bedient. Durchsetzt mit etwas Heimatfilm-Romantik, bietet der Film ein eher bescheidenes Vergnügen.“ Die ARD urteilt positiver: „Der spannend inszenierte Western von Sheldon Reynolds bürstet das Image von Pierre Brice und Lex Barker, die in der ,Winnetou‘-Reihe als edler Indianerhäuptling und als Gentleman-Cowboy große Erfolge feierten, völlig gegen den Strich. Das genretypische Thema der ,Männerfreundschaft‘ wird dabei augenzwinkernd überhöht, ohne dass der Film zur Klamotte verflacht.“ Der Evangelische Film-Beobachter zog folgendes Fazit: „Halbedelwestern deutscher Produktion mit Karl-May-Film-Helden als Revolvermänner. Äußerlich großen Vorbildern nachempfunden, lassen seine Konflikte den dort vorhandenen Tiefgang vermissen. Trotz gewisser Längen und unnötigen Klamauks besitzt der handwerklich gut gemachte Streifen einigen Unterhaltungswert. Wegen mancher Sadismen indessen wohl kaum für Zartbesaitete und allzu junge Betrachter.“

## Hintergrund
- Die Hauptdarsteller Pierre Brice und Lex Barker spielten in zahlreichen Karl-May-Filmen miteinander, in die Hölle von Manitoba waren sie erneut Kollegen.
- Die Idee des Films wurde später in der Johnny Cash/Kirk Douglas-Produktion Rivalen des Todes (Originaltitel: Gunfight) erneut aufgegriffen.[4]
- In Österreich lief der Film unter dem Titel Die weiße Hölle von Manitoba in den Kinos.

## Synchronisation
| Darsteller          | Rolle             | Synchronsprecher      |
| ------------------- | ----------------- | --------------------- |
| Lex Barker          | Brenner           | Gert Günther Hoffmann |
| Pierre Brice        | Reese             | Thomas Eckelmann      |
| Hans Nielsen        | Jeff              | Arnold Marquis        |
| Gérard Tichy        | Villaine          | Rainer Brandt         |
| Jorge Rigaud        | Seth Grande       | Konrad Wagner         |
| Angel Del Pozo      | Josh              | Arne Elsholtz         |
| Carlos Casaravilla  | Richter           | Curt Ackermann        |
| Santiago Ontanon    | Bürgermeister     | Heinz Petruo          |
| Wolfgang Lukschy    | Barkeeper         | Wolfgang Lukschy      |
| Víctor Israel       | Hotelangestellter | Gerd Duwner           |
| Marianne Koch       | Jade              | Marianne Koch         |
| Aldo Sambrell       | Jake              | Martin Hirthe         |
| Antonio Molino Rojo | Jeb               | Lothar Köster         |